# Преследование противника на новосокольническом направлении
Преследование противника на новосокольническом направлении — наступательная операция войск 2-го Прибалтийского фронта, проведённая в период с 30 декабря 1943 года по 8 января 1944 года. Именуется также как Преследование Невельской группировки немцев.

## Цель операции
Нанесение поражения немецко-фашистским войскам ударами с флангов и выравнивание линии фронта.

## Замысел операции
Замысел командования советских войск состоял в нанесении одновременных фланговых ударов 3-й ударной армии с запада и 6-й гвардейской армии с юга и юго-востока и уничтожении группировки частей войск 16-й армии с выходом на рубеж Новосокольники, Лошково, Горушки, озеро Ущо/

## Обстановка накануне операции
Перед войсками 2-го Прибалтийского фронта обороняются войска 16-й армии Вермахта из состава группы армий «Север» в составе 1-го, 10-го и 43-го армейских корпусов. На 1 января 1944 года перед 2-м Прибалтийским фронтом насчитывалось до 26 дивизий противника, 345 самолетов и до 50 танков. Из общего количества дивизий противник, действующий против войск фронта, имел:
- в первой линии — 19 дивизий, из них пехотных — 16, авиаполевых — 2, охранных — 1, отдельных полков — 1, отдельных батальонов — 3;
- во второй линии — до 7 дивизий, из них пехотных — 3, учебнополевых — 1, охранных — 1, полицейских полков — 3, эстонских полков — 1[3].

Войска фронта имеют в боевом составе 15 корпусных управлений, 45 дивизий, три ОСБр, один УР, из них:
- в первой линии — 21 дивизия, три ОСБр, один УР;
- во второй линии — 15 дивизий и 10-ю гвардейскую армию в составе 9 дивизий[3].

Под воздействием войск фронта противник на невель-идрицком направлении частями 251-й и 207-й охранных дивизий, 122-й и 290-й пехотных дивизий начал отход в северном направлении. Прикрываясь арьергардными частями с поддержкой артиллерии, оказывал упорное сопротивление наступающим частям фронта. Продвигаясь с упорным боями вперед, войска левого крыла фронта 6-й гвардейской и 3-й ударных армий освободили более 60-ти населенных пунктов. К исходу 31 декабря войска вышли на рубеж Самозвановка, Никулино, Кочержино, Гулиново, Репище, Пишикова, Сорокино, Григорово, Клюнино, Заворум, Усть-Долыссы. Дальнейшее продвижение 3-й ударной и 6-й гвардейской армий было сдержано организованной обороной частями 16-й армии противника.

## Силы сторон

### Германия

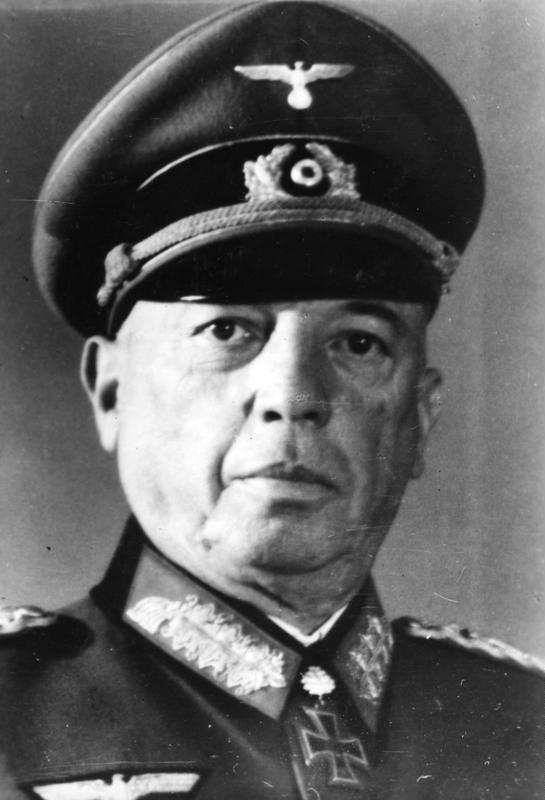
Командующий группой армий «Север» Генерал-фельдмаршал Георг фон Кюхлер. Немецкий Федеральный архив

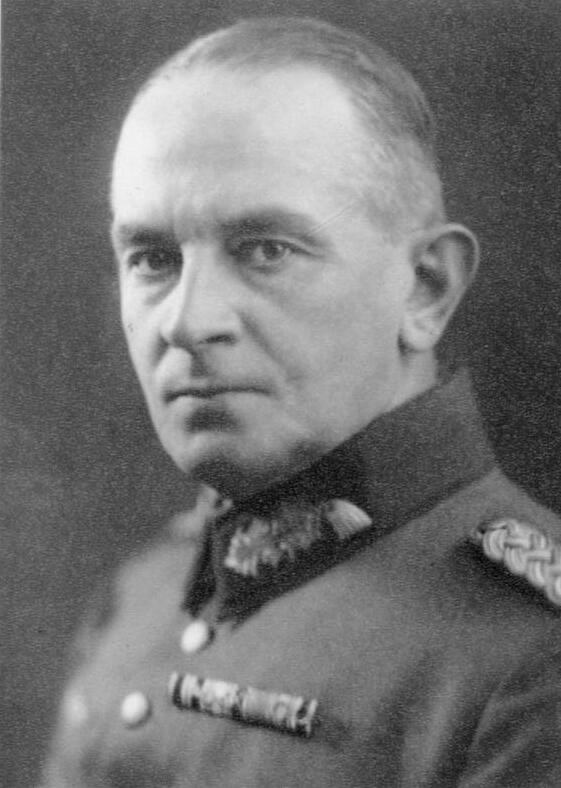
Командующий частями 16-й армии генерал артиллерии Кристиан Хансен. Немецкий Федеральный архив

Действовавшей против советских войск 16-й армией из состава Группы армий «Север» немецко-фашистских войск командовал генерал артиллерии Кристиан Хансен. Армия состояла из пехотных дивизий, сведенных в армейские корпуса:
- 1-й армейский корпус (генерал пехоты Мартин Гразе, с 1 января 1944 года — генерал пехоты Карл Хильперт[4]:
  - 290-я пехотная дивизия;
  - 23-я пехотная дивизия;
  - 32-я пехотная дивизия;
  - 58-я пехотная дивизия;
  - части 329-й, 93-й, 218-й, 263-й, 122-й, 69-й, 24-й, 281-й, 205-й пехотных и 207-й, 281-й резервных дивизий;
- 2-й армейский корпус (генерал пехоты Пауль Лаукс)[4]:
  - 218-я пехотная дивизия;
  - 93-я пехотная дивизия;
  - 331-я пехотная дивизия;
- 8-й армейский корпус (генерал пехоты Густав Хёне)[4]:
  - 329-я пехотная дивизия;
  - 81-я пехотная дивизия;
  - 132-я пехотная дивизия;
  - 32-я пехотная дивизия;
  - Бригада СС «Жикен»
- 10-й армейский корпус (генерал пехоты Томас фон Викеде)[4]:
  - 290-я пехотная дивизия;
  - 30-я пехотная дивизия;
  - 8-я егерская дивизия;
  - 21-я авиационная полевая дивизия;
- 43-й армейский корпус (генерал пехоты Курт Бреннеке)[4]:
  - 263-я пехотная дивизия;
  - 58-я пехотная дивизия;
  - 122-я пехотная дивизия;
  - 205-я пехотная дивизия;
  - 83-я пехотная дивизия;
  - 69-я пехотная дивизия;
  - 23-я пехотная дивизия.

### СССР
Со стороны советских войск наступление вели части и соединения 2-го Прибалтийского фронта под руководством командующего фронтом генерала армии Маркиана Михайловича Попова в составе:
- 6-я гвардейская армия (генерал-лейтенант Чистяков Иван Михайлович):
  - 23-й гвардейский стрелковый корпус
    - 51-я гвардейская стрелковая дивизия;
    - 52-я гвардейская стрелковая дивизия;
    - 37-я стрелковая дивизия;

  - 96-й стрелковый корпус
    - 282-я стрелковая дивизия;
    - 379-я стрелковая дивизия;

  - 97-й стрелковый корпус
    - 67-я гвардейская стрелковая дивизия;
    - 71-я гвардейская стрелковая дивизия;
    - 165-я стрелковая дивизия;
    - 391-я стрелковая дивизия;

  - 98-й стрелковый корпус
    - 1-я стрелковая дивизия;
    - 185-я стрелковая дивизия;

  - 150-я стрелковая дивизия;
  - части и соединения армейского подчинения: артиллерия РВГК, армейская и корпусная артиллерия (20 адп (53 пабр, 93 тгабр, 102 габр БМ, 20 минбр), 27 ад (78 лабр, 76 пабр, 74 габр), 19 гв. пабр, 25, 1235 пап, 6 гв. иптабр, 496, 1240 иптап, 295 минп, 21 гв. мбр, 26, 27, 42 и 70 гв. мп, 14 зенад (715, 718, 721, 2013 зенап), 47 зенад (1585, 1586, 1591, 1592 зенап), 1487 зенап, 64 гв., 386, 467 озадн), бронетанковые и механизированные (38 гв. тбр, 3, 27 и 30 гв., 32, 38, 65, 221, 249 отп, 1539 сап), инженерные (8 ибр с/н, 205, 540 оиб), огнеметные (18 ооб).
- 3-я ударная армия (генерал-полковник Чибисов Никандр Евлампиевич)
  - 79-й стрелковый корпус
    - 171-я стрелковая дивизия;
    - 219-я стрелковая дивизия;

  - 90-й стрелковый корпус
    - 115-я стрелковая дивизия;
    - 200-я стрелковая дивизия;
    - 245-я стрелковая дивизия;

  - 93-й стрелковый корпус
    - 326-я стрелковая дивизия;
    - 370-я стрелковая дивизия;

  - 100-й стрелковый корпус
    - 21-я стрелковая дивизия;
    - 46-я стрелковая дивизия;
    - 119-я гвардейская стрелковая дивизия;

  - 28-я стрелковая дивизия;
  - 146-я стрелковая дивизия;
  - части и соединения армейского подчинения: артиллерия РВГК, армейская и корпусная артиллерия (455, 1190 пап, 827 гап, 163 гв. иптап, 203 гв., 550 минп, 90 гв. мп, 243, 1622 зенап, 12 озадн), бронетанковые и механизированные (29 гв., 78, 92, 118 тбр, 1453 сап), инженерные (19 шисбр, 225, 289 оиб).

Авиационную поддержку осуществляла 15-я воздушная армия (генерал-полковник авиации Н. Ф. Науменко) силами частей и соединений:
- 11-й смешанный авиационный корпус:
  - 4-й истребительный авиационный полк
  - 148-й истребительный авиационный полк
  - 293-й истребительный авиационный полк
  - 658-й штурмовой авиационный полк
  - 724-й штурмовой авиационный полк
- 3-я гвардейская штурмовая авиационная дивизия,
- 225-я штурмовая авиационная дивизия,
- 5-я гвардейская истребительная авиационная дивизия,
- 315-я истребительная авиационная дивизия,
- 284-я ночная бомбардировочная авиационная дивизия,
- 313-я ночная бомбардировочная авиационная дивизия,
- 1-й ночной бомбардировочный авиационный полк,
- 55-й бомбардировочный авиационный полк,
- 99-й отдельный гвардейский разведывательный авиационный полк,
- 699-й транспортный авиационный полк;
- 1003-й санитарный авиационный полк.

## Ход операции

### Боевые действия 6-й гвардейской армии
Утром 1 января 1944 г. после артиллерийской подготовки одновременно войска 6-й гвардейской армии в составе 96-го корпуса на левом фланге, 97-го корпуса и 98-го корпуса на правом фланге перешли в наступление. 2 января в 17 часов после 30-минутной артиллерийской подготовки передовой отряд 51-й гвардейской стрелковой дивизии 23-го стрелкового корпуса, преодолев ледяное пространство озера Малый Иван, достиг противоположного берега и овладел им. К 23 часам полки 51-й гвардейской дивизии после напряженного боя с частями 16-й армии Вермахта закрепились на северном берегу озера Малый Иван и на северо-восточном берегу озера Большой Иван.
Иначе развивались боевые действия у озера Каратай. Планируемая 2 января утренняя атака частей 23-го гвардейского корпуса была отменена из опасения понести большие потери ввиду обнаружения противником в светлое время. Наступление перенесено в ночь на 3 января. Планировалось передовыми отрядами 52-й гвардейской дивизии полковника Н. К. Смирнова ночной атакой по льду озера Каратай захватить позиции противника на его северном берегу и затем вместе с частями 51-й гвардейской дивизии, вышедшими на северный берег озёр Малый и Большой Иван, подготовить плацдарм для развертывания наступления главных сил 6-й гвардейской армии.
К исходу 2 января три передовых отряда (каждый в составе усиленной стрелковой роты), заняли исходное положение для наступления: два отряда восточнее и западнее озера Каратай, третий — непосредственно на его юго-восточном берегу для наступления по льду. Здесь были установлены и замаскированы орудия для стрельбы прямой наводкой на случай обнаружения противником движения подразделений по льду. С наступлением сумерек без артиллерийской подготовки в обход озера Каратай двинулись два отряда, но, обнаруженные противником, залегли и завязали бой. Наступление третьего отряда, который должен был действовать непосредственно по льду озера Каратай, задержано до момента появления возможности незаметно прорваться восточнее и западнее озера. Наступление не удалось. Как только передовой отряд прошел середину озера, он был обнаружен противником и попал под сильный огонь из пулеметов и минометов. В ответ начался артиллерийский обстрел со стороны позиций армии, под прикрытием которого воины армии продвигались вперед. Достигнув берега, войска армии нарастили удар подоспевшим подкреплением и ворвались в село Лобачево.
Успех передового отряда позволил двум оставшимся отрядам, ведущим бои восточнее и западнее озера, усилить наступление. Избегая попасть в окружение в районе Лобачево, войска 16-й армии Вермахта начали отвод войск в северном направлении. Развитием ситуации воспользовалось командование 23-го корпуса, введя в бой главные силы 52-й гвардейской дивизии. К 8 часам 3 января, сломив сопротивление, соединения армии перешли в наступление на всем фронте. После четырёхдневных боев 6-я гвардейская армия продвинулась в северном и северо-западном направлениях от 10 до 40 км, освободила Невельский железнодорожный узел, участки Ленинградского шоссе западнее Невеля и железной дороги на Великие Луки.

### Боевые действия3-й ударной армии
С началом операции 30 декабря войска 16-й армии Вермахта покинули позиции и, не принимая боя, отошли на заранее подготовленные позиции. За первый день операции войска 3-й ударной армии продвинулись вглубь обороны противника на 10 километров. Сильные морозы сковали реки и озера льдом. Используя этот фактор, две дивизии армии предприняли частное наступление юго-западнее городка Пустошки через озеро Свибло. Расстояние между берегами в самом узком месте не превышало 300 метров. При этом противоположный берег вдавался в озеро, образуя большой полуостров, покрытый хвойным лесом.
Дивизия, наносившая главный удар, должна была ночью преодолеть по льду открытое пространство и на рассвете атаковать части 16-й армии на полуострове. Другая дивизия, наступавшая с востока во фланг противнику, содействовала первой в выполнении этой задачи. Наступление началось неожиданно для противника. 2 января был захвачен плацдарм на северном берегу шириной до двух километров и глубиной до 500 метров. Противник подтянул на этот участок ближайшие резервы и уплотнил ими свои боевые порядки. Одновременно по частям армии, закрепившимся на плацдарме, был сосредоточен массированный огонь артиллерии и минометов. Части армии непрерывно несли потери. Подход резервов, снабжение войск и эвакуация раненых производились только ночью. Так продолжалось несколько суток, пока части 6-й гвардейской армии не прорвали оборону противника и не начали выход на установленный рубеж.

### Боевые действия 15-й воздушной армии
15-я воздушная армия из-за плохих метеорологических условий (сплошная облачность высотой 100—300 м, временами снегопад, сильный ветер) боевых действий в первые дни января не вела.
5 января части армии выполнили 118 ночных боевых вылетов на бомбометание скопления войск противника в районах Новосокольники, Насва, Островки, ст. Забелье. Уничтожено 16 автомашин, 10 повозок, до 2 рот пехоты. С задания не вернулось 7 самолетов.
6 января авиационные полки работали ограниченно из-за плохих метеорологических условий. Произведено всего 48 самолетовылетов на бомбардировку и штурмовые действия по дорогам и скоплениям войск.
7 января авиационные полки работали ограниченно из-за плохих метеорологических условий (сплошная облачность высотой 200—400 м). Произведено всего 10 самолетовылетов на разведку.
8 января авиационные полки работали ограниченно из-за плохих метеорологических условий. Произведено всего 77 самолетовылетов на разведку и штурмовые действия по дорогам. В воздушных боях сбито 4 самолета противника, с боевого задания не вернулось 3 самолета.

## Итоги операции
В ходе преследования противника советские войска продвинулись в северном направлении на 30-40 км и вышли на рубеж Новосокольники, Лошково, Горушки, озеро Ущо.

## Воины, удостоенные наград за операцию
- Бухнин Филипп Петрович, лейтенант, старший лётчик 783-го штурмового авиационного полка 199-й штурмовой авиационной дивизии Указом Верховного Совета СССР от 18 августа 1945 года удостоен звания Герой Советского Союза. Золотая звезда № 8208[2].
- Мотков Петр Иванович, старший лейтенант, заместитель командира эскадрильи 826-го штурмового авиационного полка 335-й штурмовой авиационной дивизии, Указом Верховного Совета СССР от 18 августа 1945 года удостоен звания Герой Советского Союза. Золотая звезда № 8692[2].
- Осипов Василий Иванович, капитан, командир 2-й роты 38-го танкового полка, Указом Верховного Совета СССР от 4 июня 1944 года удостоен звания Герой Советского Союза. Посмертно[2].
- Салихов Эсед Бабастанович, майор, командир батальона 247-го стрелкового полка, Указом Верховного Совета СССР от 4 июня 1944 года удостоен звания Герой Советского Союза. Посмертно[2].